# La Salud (Barcelona)
La Salud (en catalán La Salut) es un barrio del distrito de Gracia, en Barcelona. Está situado en las laderas meridionales de las colinas del Carmelo y de la Rovira.
La Salud es conocida gracias al parque Güell de Antoni Gaudí, que es el límite del frente de montaña del barrio. 

## Historia

Mapa del distrito de Gracia

Su urbanización comenzó en la segunda mitad del siglo XIX alrededor de la iglesia de Nuestra Señora de la Salud. En sus inicios la actividad más importante de la zona era agrícola, hallándose importantes masías como Can Xipreret, Can Tusquets, Can Muntaner y Ca l'Alegre de Dalt, pero progresivamente fueron convirtiéndose en zona residencial de veraneo de la burguesía barcelonesa y de la antigua villa de Gracia.
Las comunicaciones del barrio fueron mejorando con el tiempo, y así, en 1880, se inauguró el tranvía de la plaza de Santa Ana a la de Rovira y Trias, y en 1909 el de la plaza de Lesseps a la calle de El Escorial, y luego hasta la plaza de Joanic. Con ello, una gran zona que se consideraba del barrio de la Salud quedó englobada en el barrio de Gracia. Un vestigio de la situación anterior es que la calle de Argentona, en el barrio de Gracia, todavía celebra la fiesta mayor de la Salud y no la de Gracia. Actualmente, la Travessera de Dalt es el eje que une la parte baja del barrio. Las manzanas del frente mar de la Travessera, hasta las calles de Cardener y Camelias, forman su límite.
Uno de los monumentos principales del barrio es el Real Santuario de San José de la Montaña, un conjunto de iglesia y convento de estilo neorrománico con elementos modernistas, firmada por Miquel Pasqual Tintorer pero cuya autoría es de Francisco Berenguer, colaborador habitual de Antoni Gaudí —Berenguer no firmaba ninguno de sus proyectos porque no acabó los estudios oficiales de arquitectura—. El 14 de agosto de 1895 se puso la primera piedra, y fue inaugurado el 20 de abril de 1902.